# Olpe (stad)
Olpe is een stad en gemeente in de Duitse deelstaat Noordrijn-Westfalen, gelegen in de Kreis Olpe. De gemeente telt 24.593 inwoners (31 december 2020) op een oppervlakte van 85,88 km². In deze stad bevindt zich onder andere de wijk Altenkleusheim.

## Plaatsen in de gemeente Olpe
- Altenkleusheim
- Apollmicke
- Bruch
- Dahl
- Eichhagen
- Fahlenscheid
- Friedrichsthal
- Griesemert
- Grube Rhonard
- Günsen
- Hardt
- Hanemicke
- Hitzendumicke
- Hof Siele
- Hohl
- Howald
- Hüppcherhammer
- Kessenhammer
- Lütringhausen
- Möllendick
- Neger (opgedeeld in Unter-, Mittel- en Oberneger)
- Neuenkleusheim
- Neuenwald
- Oberveischede
- Rehringhausen
- Rhode
- Rhonard
- Ronnewinkel
- Rosenthal
- Rüblinghausen
- Saßmicke
- Siedenstein
- Sondern
- Stachelau
- Stade
- Tecklinghausen
- Thieringhausen
- Waukemicke

## Geboren in Olpe
- Hermann Tilke (31 december 1954), autocoureur en architect
- Patrick Rakovsky (2 juni 1993), voetballer

## Afbeeldingen

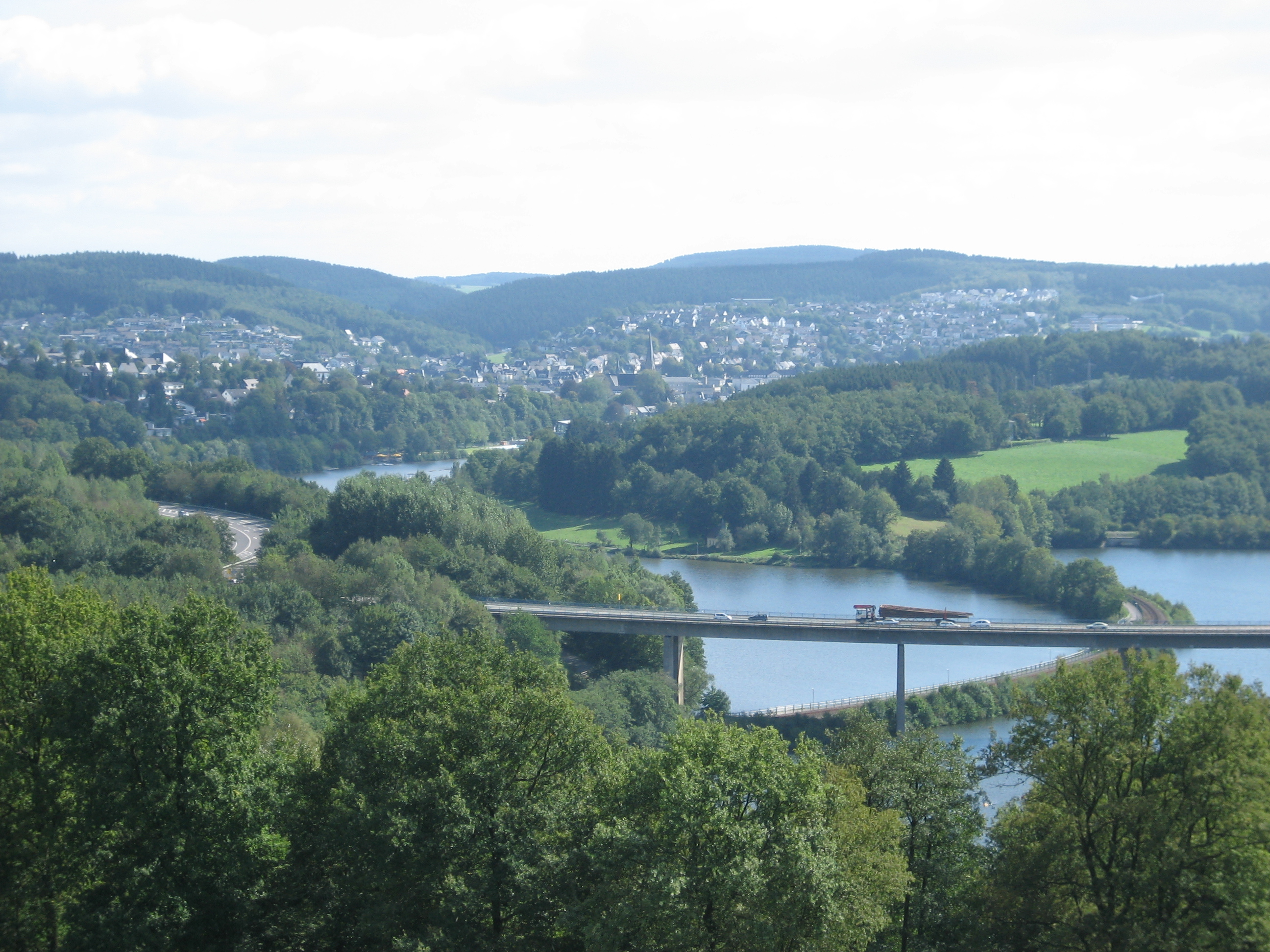
Gezicht op Olpe, 2006
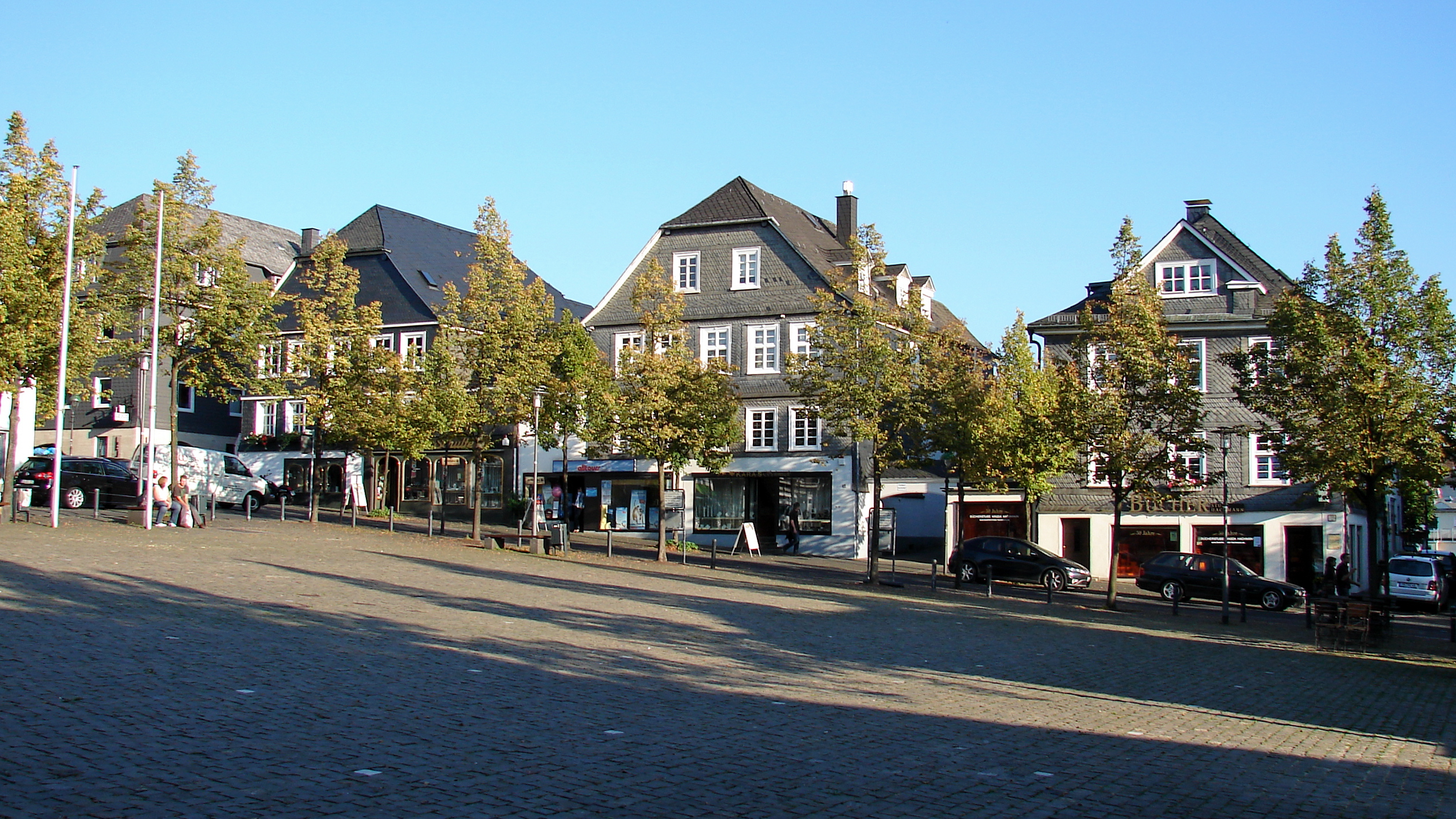
Markt
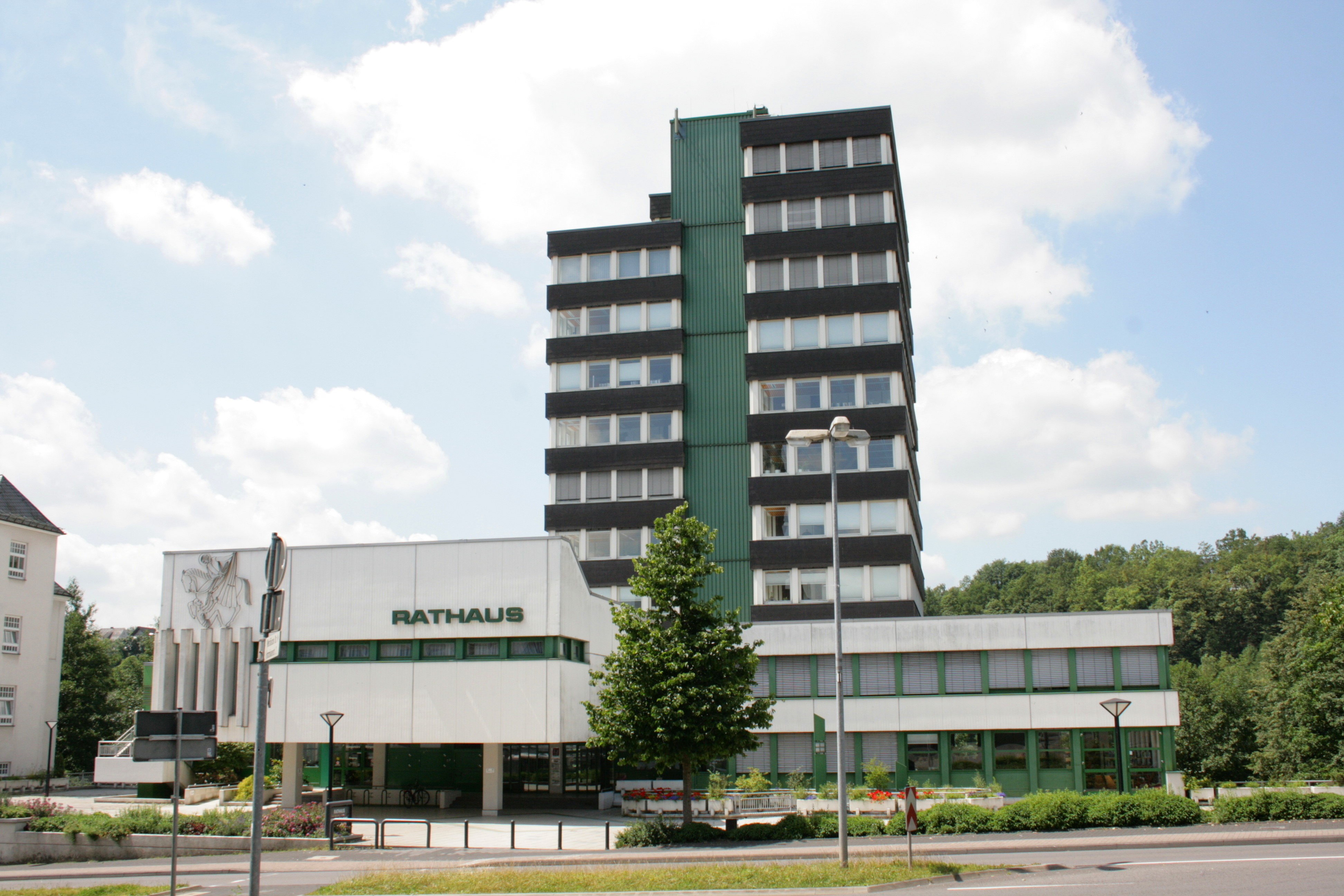
Gemeentehuis
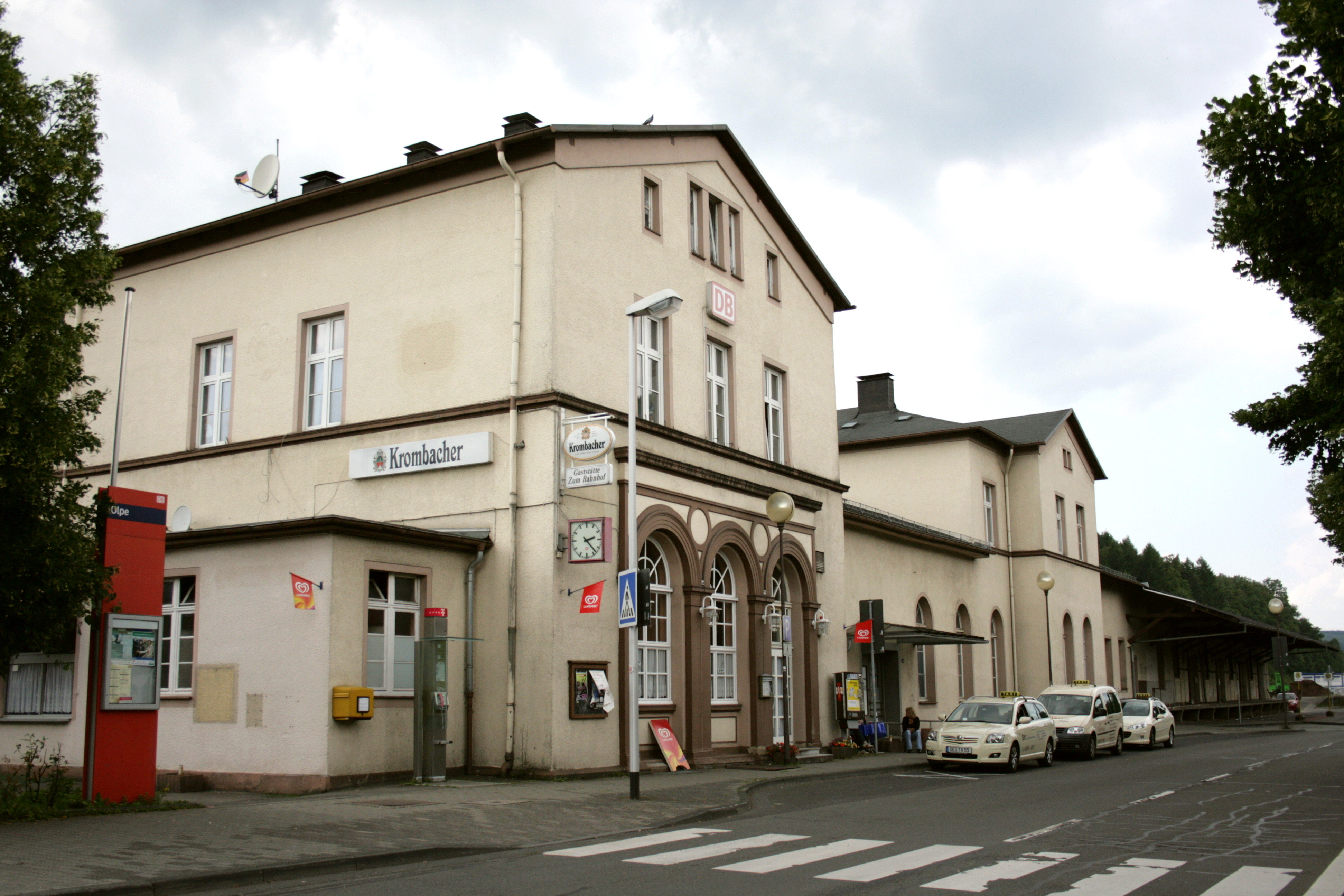
Station Olpe
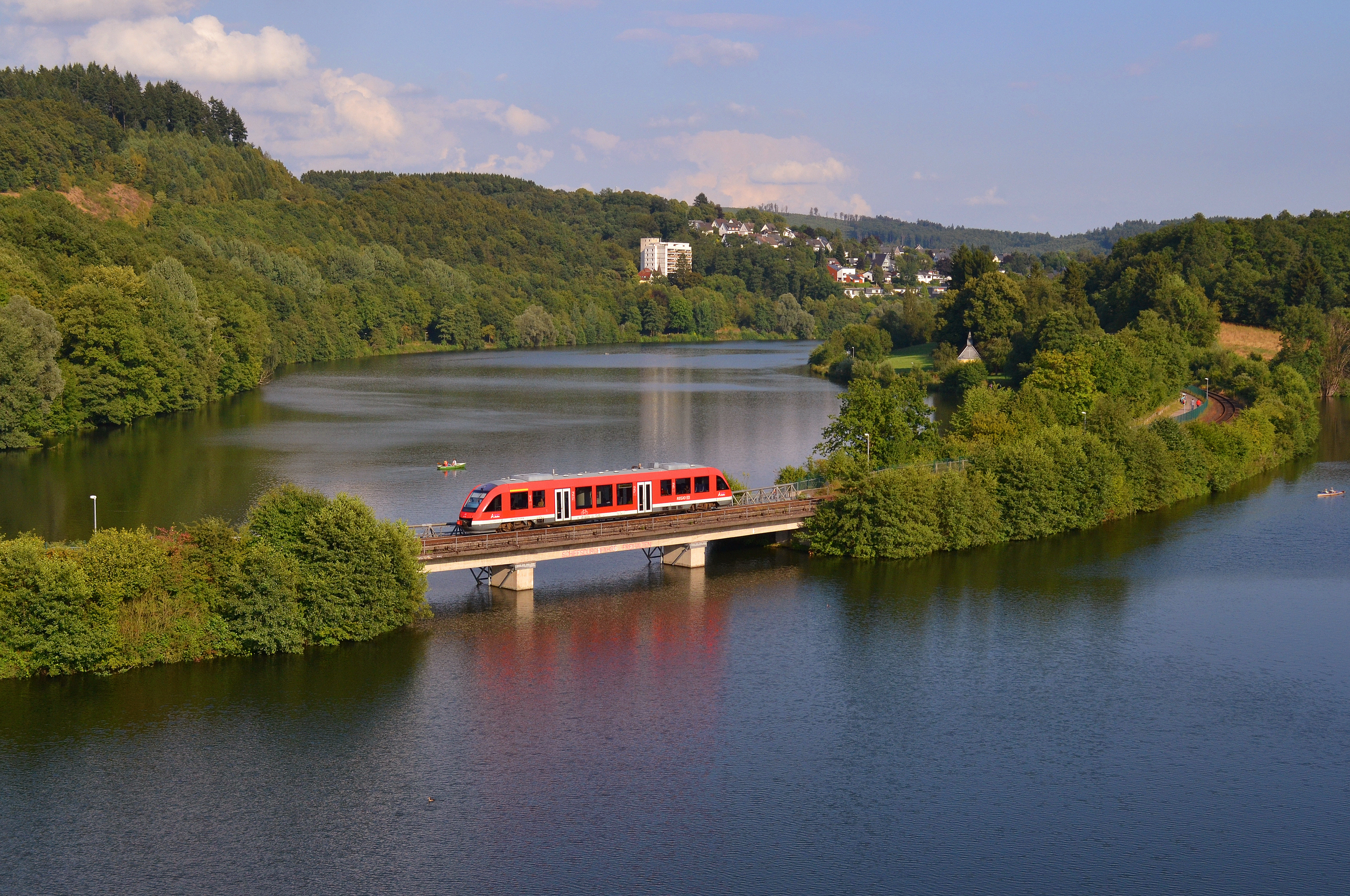
Trein bij Olpe
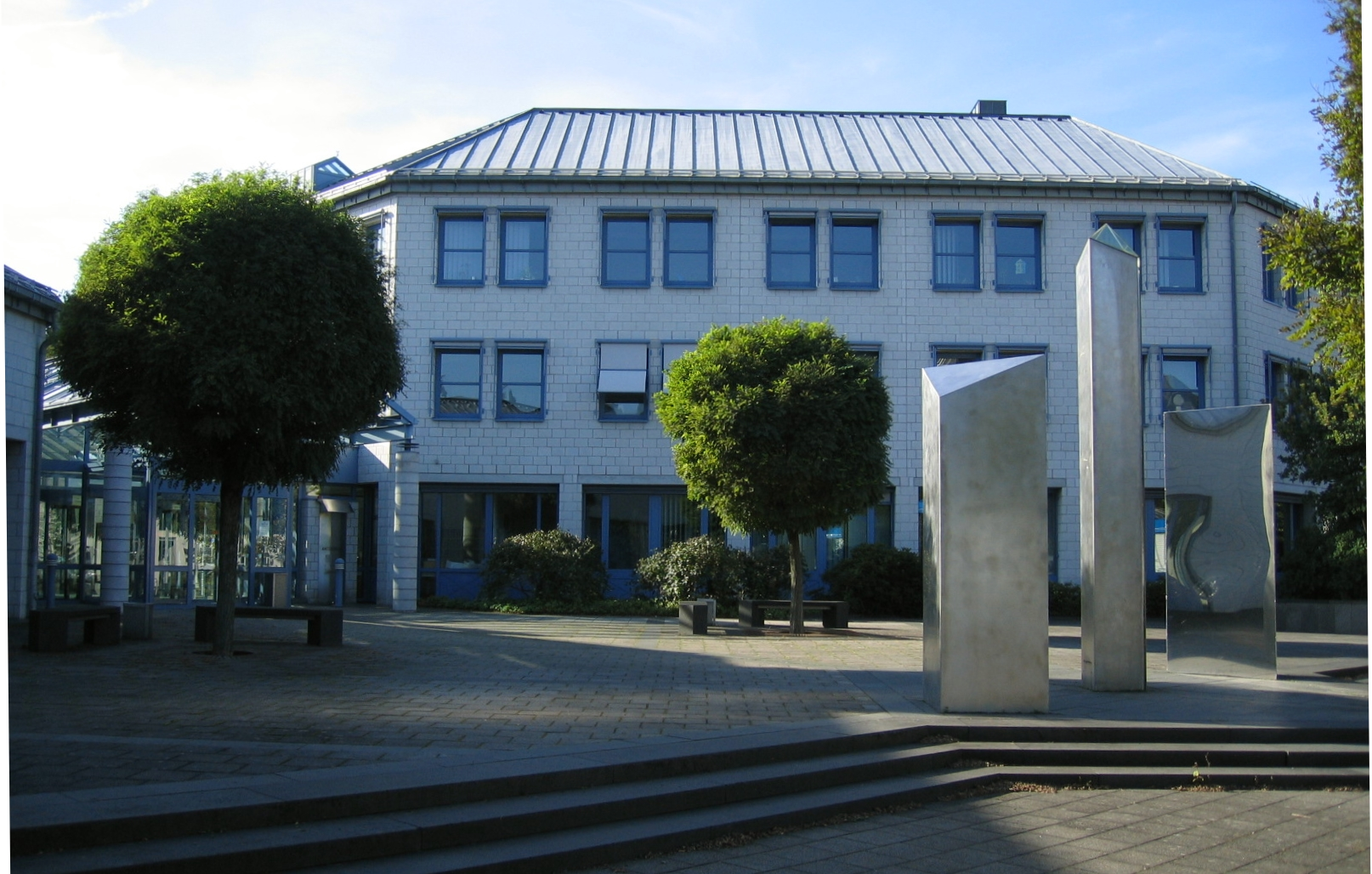
Gerechtsgebouw

Attendorn · Drolshagen · Finnentrop · Kirchhundem · Lennestadt · Olpe · Wenden
Altenkleusheim · 
Apollmicke · 
Bruch · 
Dahl · 
Eichhagen · 
Fahlenscheid · 
Friedrichsthal · 
Griesemert · 
Grube Rhonard · 
Günsen · 
Haardt · 
Hanemicke · 
Hitzendumicke · 
Hof Siele · 
Hohl · 
Howald · 
Hüppcherhammer · 
Kessenhammer · 
Lütringhausen · 
Mittelneger · 
Möllendick · 
Neuenkleusheim · 
Neuenwald · 
Oberneger · 
Oberveischede · 
Rehringhausen · 
Rhode · 
Rhonard · 
Ronnewinkel · 
Rosenthal · 
Rüblinghausen · 
Saßmicke · 
Siedenstein · 
Sondern · 
Stachelau · 
Stade · 
Tecklinghausen · 
Thieringhausen · 
Unterneger · 
Waukemicke